# Szelenyinus brevinervis
Szelenyinus brevinervis är en stekelart som beskrevs av Boucek 1974. Szelenyinus brevinervis ingår i släktet Szelenyinus och familjen puppglanssteklar.
Artens utbredningsområde är Italien. Inga underarter finns listade i Catalogue of Life.